# Cheirogaleus lavasoensis
Cheirogaleus lavasoensis (Макі лавасоаський) — вид лемуровидих мадагаскарських приматів.

## Опис
Це невеликий примат вагою 0.3 кг, 50-55 см в довжину. Очі оточені чорним хутром, яке утворює 3-4 мм кільця навколо очей. Інша частина хутра на голові червонувато-коричнева, за винятком тонкої смуги між очима, яка світлішого кольору. Спина червонувато-коричнева. Низ кремового кольору. Руки і ноги сіро-коричневі у більшості особин, але червонувато-коричнева в меншості. Ch. lavasoensis можна відрізнити від Cheirogaleus crossleyi за широкими вухами і меншою головою.

## Поширення
Ендемічним в трьох невеликих, ізольованих плямах лісу на південних схилах в горах Лавасоа в південній частині Мадагаскару. Менше 50 осіб, як вважають, існує. Його місце існування знаходиться в перехідній зоні між трьома екорегіонами: сухі колючі чагарники, вологий прибережний ліс і вологий ліс.

## Звички
Це нічна тварина і проводить майже все своє життя на деревах, проживають під верхнім наметом лісу. Переходить в сплячий режим під час сухого періоду.